# Prosoplus criminosus
Prosoplus criminosus là một loài bọ cánh cứng trong họ Cerambycidae.